# Myro paucispinosus
Myro paucispinosus är en spindelart som beskrevs av Lucien Berland 1947. Myro paucispinosus ingår i släktet Myro och familjen Desidae. Inga underarter finns listade i Catalogue of Life.